# Auguste Reimbeau
Pour les articles homonymes, voir Reimbeau.
Auguste Reimbeau, né en 1826 et mort en 1865 est un architecte français.

## Biographie
Né le 16 septembre 1826 à Reims, il décédait à Mézières le 13 octobre 1865. Auguste Reimbeau était architecte et dessinateur et comme tel fut élève de Narcisse Brunette avant de collaborer avec Visconti pour la construction du Nouveau Louvre. Il épousa à Rethel Gabrielle Joséphine Harmel. Ces activités s’édentaient à la peintures, le dessin, la caricature, publiait dans l'Académie nationale de Reims et la bibliothèque de Reims possède de nombreux relevés de la cathédrale de la ville.
Une rue de Reims porte son nom.

## Galerie d'images

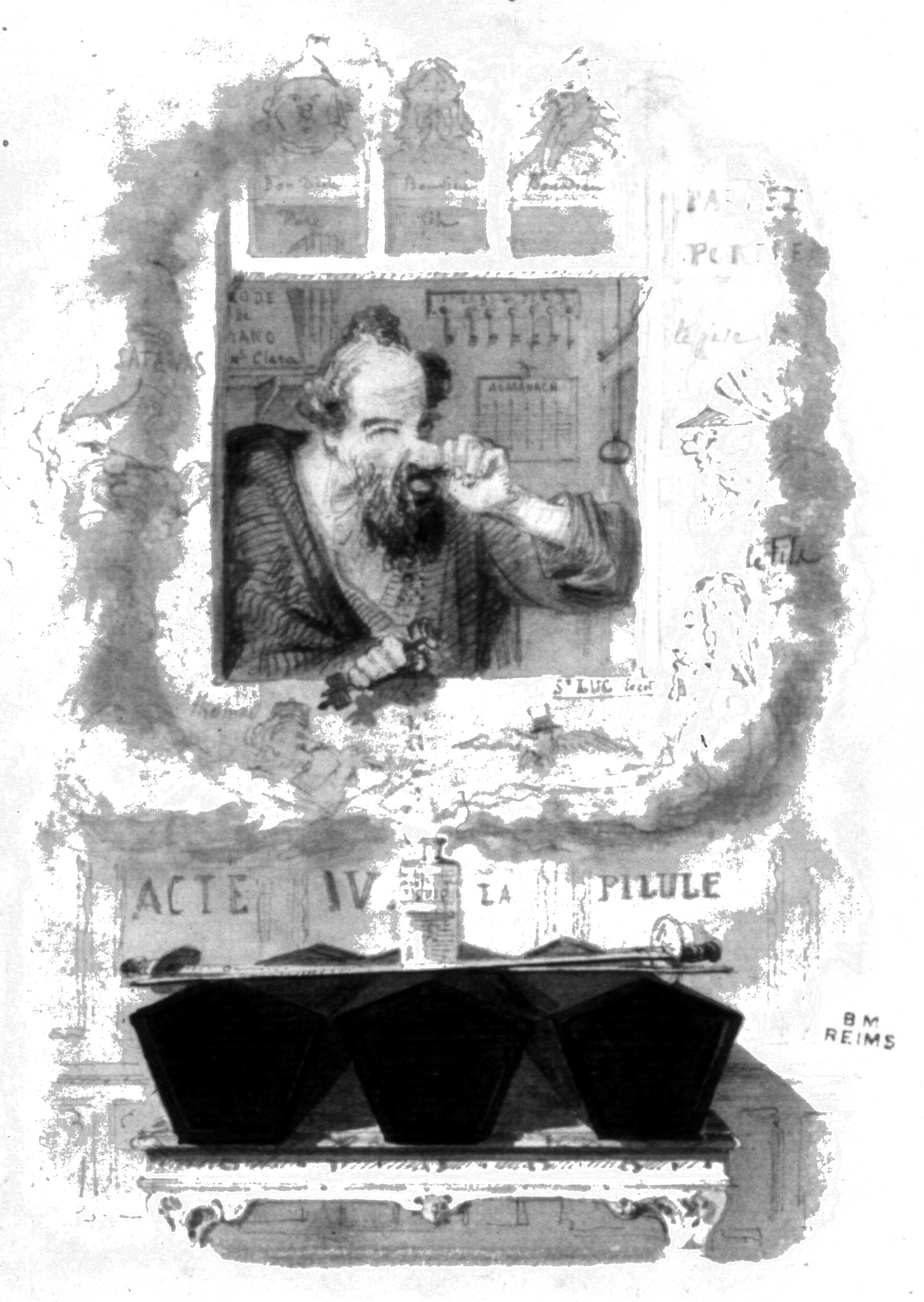
Portrait dans la Pillule,
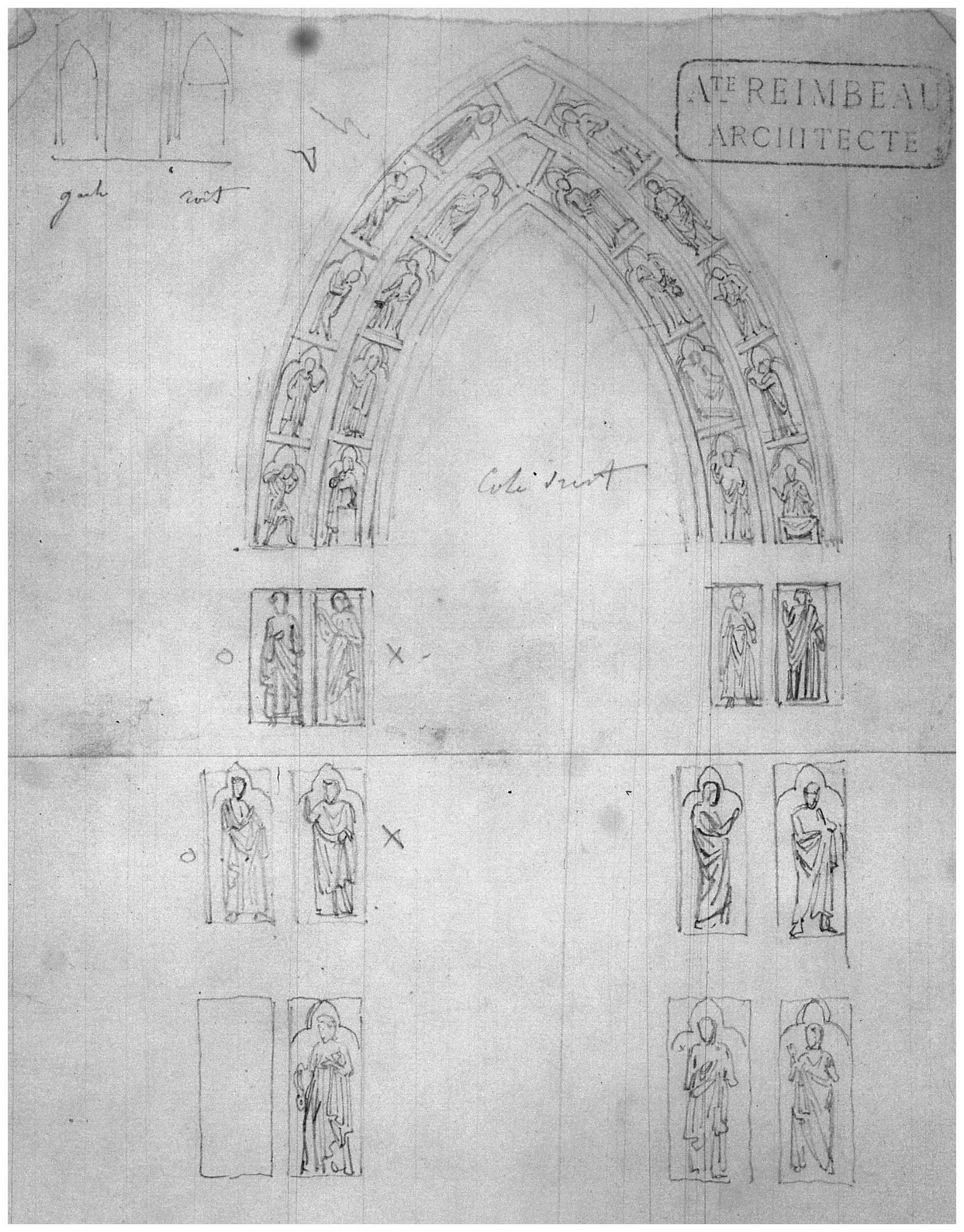
statuaire
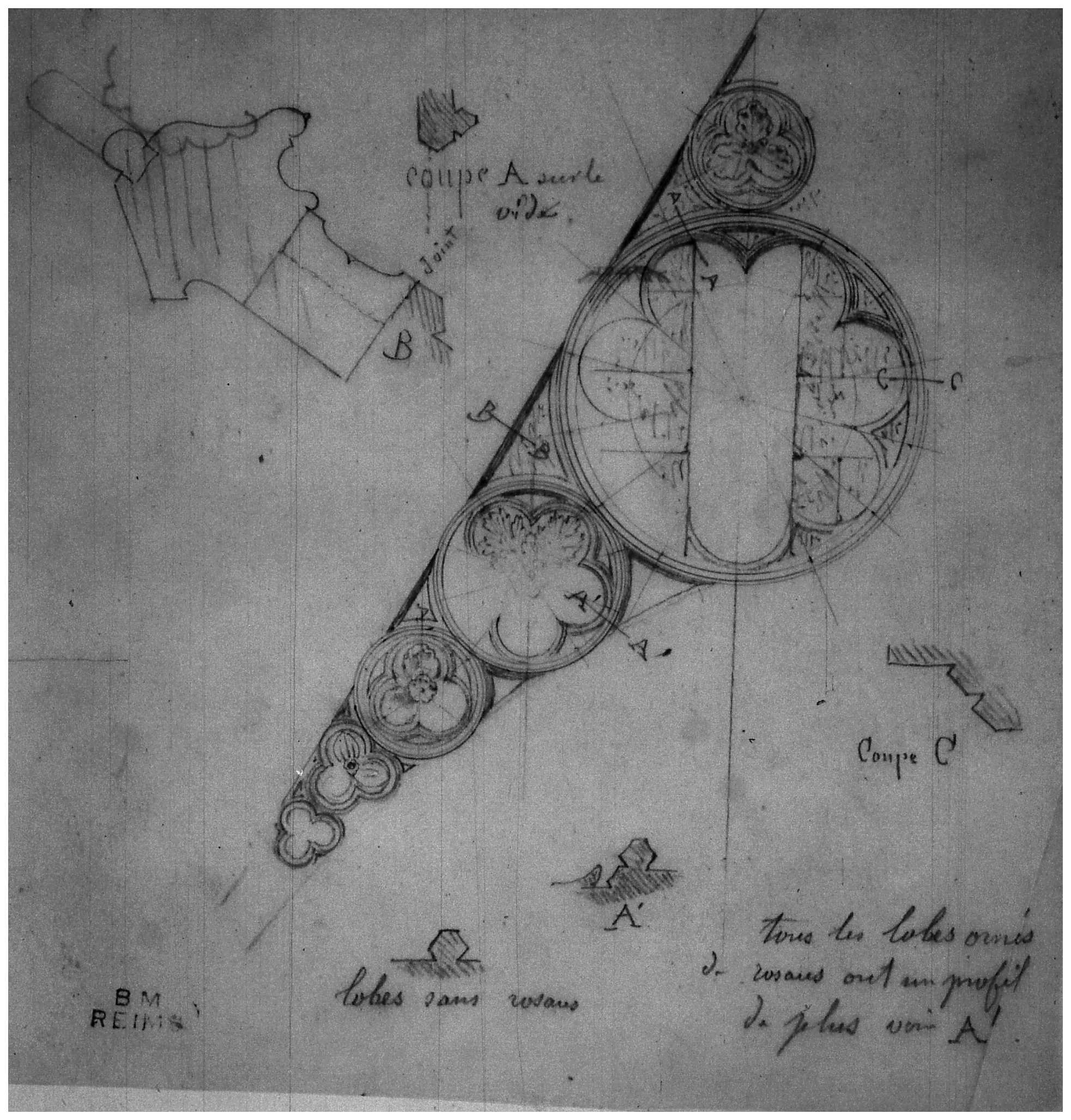
et dessin de la cathédrale,
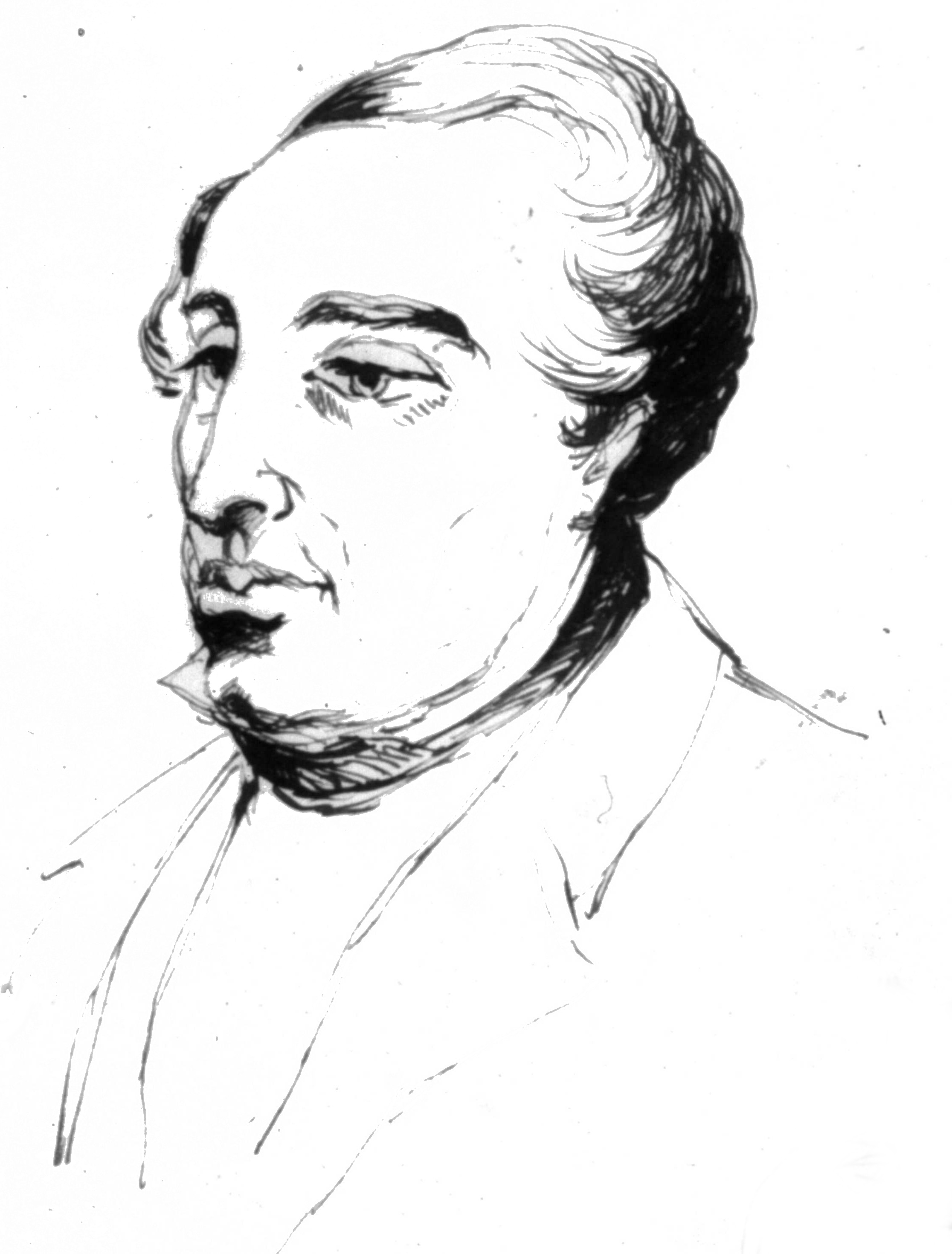
portrait
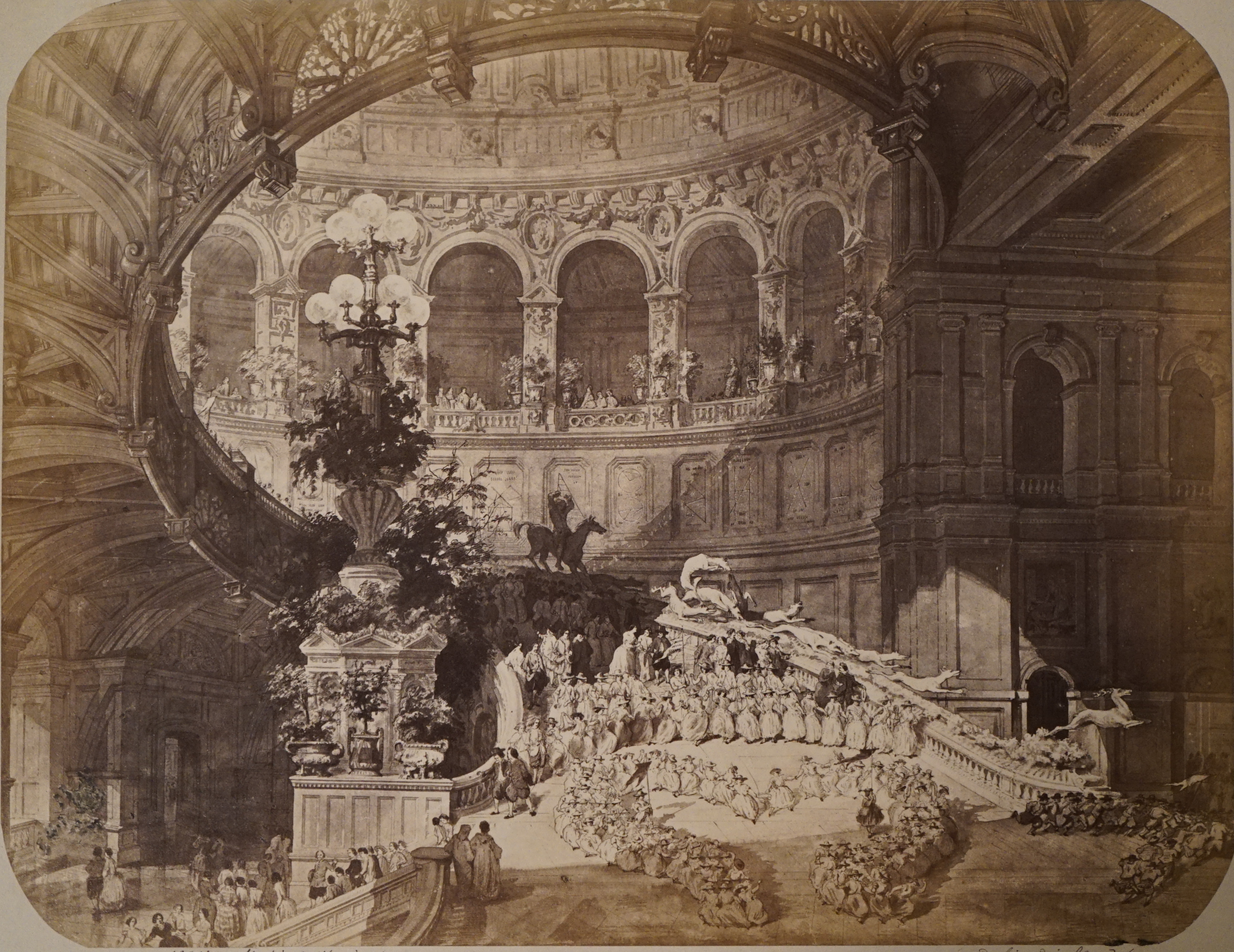
tableau ayant appartenu à la famille Warnier.

## Quelques réalisations
- Église Saint-Georges de Fumay,
- Église Saint-Thomas de Reims,
- Couvent des sœurs de l’Assomption à Sedan,
- Église Saint-Étienne, quartier Fond de Givonne à Sedan.